# Agaonídeos
Agaonídeos (Agaonidae) é família de pequenas vespas conhecidas como vespas-do-figo, que inclui tanto espécies polinizadoras quanto não polinizadoras. Incluem por volta de 1000 espécies viventes, distribuídas dentre quase 80 gêneros pertencentes a quatro subfamílias. No entanto, a taxonomia e relações filogenéticas do grupo têm sido conturbadas, pois a conformação original era considerada parafilética; a tendência atual baseada em dados moleculares tem sido de migrar algumas subfamílias de Agaonidae para Pteromalidae.

## Ecologia
Vespas desta família desenvolveram diversas formas de simbiose com árvores figueiras. As espécies polinizadoras associadas com figueiras pertencem às subfamílias Agaoninae, Kradibiinae e Tetrapusiinae. Estas vespas polinizam cerca de 900 espécies de figueiras no mundo, sendo normalmente uma relação mutualística obrigatória e espécie-específica. As espécies não-polinizadoras desenvolveram hábitos parasíticos, atacando ou o figo em desenvolvimento ou as vespas polinizadoras a ele associadas. Vespas dos figos são consideradas um interessante caso de evolução, em que o hábito de vida galhador desenvolveu-se em uma forma de mutualismo entre as espécies envolvidas, produzindo os frutos.
Estas pequenas vespas desenvolveram simbiose com a inflorescência das figueiras, que fica localizada em um receptáculo fechado denominado de sicônio: uma esfera oca recoberta com centenas de pequenas flores. A(s) vespa(s) polinizadora(s) entra(m) pelo pequeno orifício do figo chamado de ostíolo e vão caminhando sobre as flores para pôr seus ovos, polinizando-as. Tipicamente, esta vespa depois morre dentro deste figo. As larvas desenvolvem galhas dentro das flores e, em seguida, consomem as sementes. Depois de metamorfosearem-se em vespas adultas, as novas vespinhas de ambos os sexos copulam dentro do figo e as fêmeas deixam o fruto em busca de um novo figo para ovipositar/polinizar. Os machos precisam abrir buracos nas galhas contendo as fêmeas, para inserir sua genitália telescopada dentro, e assim inseminá-las. Eles também usam suas fortes mandíbulas para combater outros machos. Eles nunca deixam o figo, morrendo em seu interior.

### Morfologia
Como caracteres principais da família podemos citar: (i) veias marginais das asas anteriores tendendo a um ângulo reto (i.e. quase 90o) com a margem anterior da asa; (ii) pernas medianas com fêmur e tíbia bem menos robustos do que das pernas anteriores e posteriores; (iii) forte dimorfismo sexual, com fêmeas apresentando ovipositor evidentemente retrátil e por vezes muito longo, e machos com asas reduzidas ou ausentes e fortes mandíbulas para combate.
De acordo com registros fósseis, as vespas da família Agaonidae mantiveram-se morfológica e ecologicamente estáveis ao longo do tempo geológico, sendo as formas originais dos períodos Eoceno e Mioceno quase idênticas às espécies viventes.